# Залів (завод)
45°15′49″ пн. ш. 36°24′48″ сх. д. / 45.26361° пн. ш. 36.41333° сх. д.
Суднобудівний завод «Залів» (Суднобудівний завод № 532) — одне з найбільших підприємств Керчі та Криму, що розташоване у місті Керч. Підприємство спеціалізується на будівництві танкерів та контейнеровозів, а також ремонті суден різного типу і тоннажу. Суднобудівний завод є філією компанії КрАЗ.

## Історія
Суднобудівний завод «Залів» (в минулому — Керченський суднобудівний завод «Залів» ім. Б. Є. Бутоми) був заснований 1938 року. У радянські роки завод займався виробництвом танкерів типу «Крим» та «Панамакс», військових фрегатів та нафтових платформ. 1988 року на заводі було виготовлено перше в світі криголамне-транспортне судно з атомною енергетичною установкою — ліхтеровоз-контейнеровоз «Севморпуть».

### Анексія Криму Росією
Підприємство від кінця 2014 року перебуває під управлінням АТ «Зеленодольский завод имени А. М. Горького», яке є головним будівником замовлень для ВМФ Росії.
Будуються:
- на відкритому майданчику для ВМФ Росії малий ракетний корабель «Циклон» (заводський номер 801) проєкту 22800;
- в сухому доці будуються два кабельних судна «Свияга» (початково називалося «Волга») і «Вятка» проєкту 15310 (заводські номери 301 і 302; будівництво фактично зупинене до вирішення питання щодо імпортозаміщення іноземного обладнання);
- на відкритому стапельному майданчику будуються два патрульних кораблі «Павел Державин» і «Сергей Котов» проєкту 22160 (заводські номери 163 і 164);
- на відкритому стапельному майданчику будуються три малих ракетних кораблі «Циклон» і (приблизні назви) «Муссон» і «Пассат» проєкту 22800 (шифр «Каракурт»; заводські номери 801, 802 и 803).

4 листопада 2023 року три ракети SCALP-EG влучили прямо в центральну частину ракетного корвету «Аскольд» проєкту 22800 «Каракурт», який стояв у причальної стінки заводу.

## Спеціалізація
З 1945 по 1980 рок побудовано близько 600 кораблів.
- морські траулери;
- невеликі торпедні катери;
- рибальські човни;
- баржі.

## Побудовано на заводі
- Фрегати проекту 1135
  - фрегат «Миколаїв»
  - фрегат «Дніпропетровськ»
  - фрегат «Гетьман Сагайдачний»
  - фрегат «Байда Вишневецький»

## Джерело
- Сторінка підприємства
- Офіційний Вебсайт [Архівовано 23 липня 2013 у Wayback Machine.]